# Cres
Cres (italiensk: Cherso, latin: Crepsa , græsk: Χέρσος, Chersos) er en ø i Adriaterhavet i Kroatien. Det er en af de nordlige øer i Kvarnerbugten og kan nås med færge fra Rijeka, øen Krk eller fra halvøen Istrien (linje Brestova - Porozina).
Med et areal på 405,78 km2, har Cres samme størrelse som naboøen Krk, selvom Krk i mange år har været regnet som den største af øerne. Cres havde i 2011 en befolkning på 3.079 mennesker.
Cres og naboøen Lošinj var tidligere én ø, men blev delt af en kanal og forbundet med en bro ved byen Osor. Cres' eneste ferskvandskilde er Vrana-søen .

## Historie
Cres har været beboet siden den palæolitiske periode. Cres blev sammen med øen Lošinj, i oldtiden kaldt Apsyrtides. Tidligere var Cres forbundet med Lošinj, men for at fremme handlen blev disse øer adskilt af en gravet kanal nær Osor. Dens navn stammer fra den klassiske oldtid, hvor byen blev grundlagt og beboet af gamle grækere og kaldte den Chersos (Χέρσος); "Chersos" på græsk betyder "ufrugtbar jord", "udyrket jord" og "tørre heder". Senere blev "Chersos" genlydt til "Cresta", hvorfra det moderne navn "Cherso-Cres" til sidst er afledt.
Cres blev senere styret af grækerne og i det 1. århundrede f.Kr. gjorde Romerriget øen til en del af provinsen Liburnia. Efter Romerrigets fald blev øen en del af det byzantinske rige og forblev i århundreder en af de dalmatiske bystater. Slavere ankom først til øen i begyndelsen af det 9. århundrede (menes at være omkring 812).
Omkring 866 oplevede indbyggerne deres første konflikter med Republikken Venedig. Venetianerne overtog til sidst kontrollen over Cres og de nærliggende øer i løbet af det 10. og 11. århundrede.
Efter Napoleons sejr over venetianerne blev kontrollen over øen givet til det østrigske imperium. Efter Østrigs nederlag af Napoleon i 1809 blev øerne en del af det franske imperium.
Efter Napoleons fald tog Østrig igen kontrol over øen i et århundrede. I løbet af denne tid udviklede økonomien sig med oliventræer, salvie og andre planter, der blev en vigtig del af øens succes. I slutningen af 1. verdenskrig, blev øen med Rapallo-traktaten fra 1920, overdraget til Italien.
Italiens herredømme over øen kom ikke vare længe. På grund af Italiens side med aksemagterne under 2. verdenskrig, blev Cres i 1947 overgivet til Jugoslavien, sammen med naboøerne og Istrien-halvøen.
Øen har været igennem en landbrugsmæssig nedgang, da mange indbyggere forlod øen i søgen efter bedre vilkår på fastlandet eller i udlandet. Det har resulteret i, at mange tidligere landbrugsområder er groet til. For nylig er folk, primært pensionister, vendt tilbage for at bo på øen. Turisme er blevet en stadig vigtigere erhverv, med betydelige sæsonbestemte variationer.

## Byerne Cres
Øen har flere landsbyer, som alle er forbundet af en vej, der løber ned langs midten af øen. På den ene side er færgen fra Porozina til Brestova (i Istrien). En anden færge sejler fra Merag til Valbiska (på naboøen Krk) ; på den anden side er broen til Lošinj (Lussino), som engang var forbundet med land, men nu er adskilt af en vandvej.

## Vrana søen
Cres har sin egen ferskvandssø, som er velbevogtet og forbud mod at svømme eller fiske. Den leverer også vand til nabolandet Lošinj (it. Lussino). Det er den største sø i Kroatien efter volumen og en af de dybeste ferskvandssøer i Østeuropa, der går ned til en dybde på 76 meter.

## Flora og fauna
Cres er hjemsted for mange forskellige typer ikke-giftige slanger, herunder firstribet snog,  æskulapsnog,  leopardsnog,  og rudesnog, en slange, der er sjælden eller fraværende på andre Adriaterhavsøer. Øen har en relativt stor ynglebestand af den truede gåsegrib, som ofte kan ses svæve over øen.